# Keutapang Mesjid
Keutapang Mesjid is een bestuurslaag in het regentschap Pidie van de provincie Atjeh, Indonesië. Keutapang Mesjid telt 372 inwoners (volkstelling 2010).